# Takaaki Hirotsu
Takaaki Hirotsu (japanska: ヒロツ タカアキ) är en japansk forskare och företagsledare.
Takaaki Hirotsu avlade kandidatexamen i biologi vid Tokyos universitet 1995 och magisterexamen i biokemi 1997. Han disputerade vid samma universitet 2001 på en avhandling om rundmasken C. elegans luktsinne. Han blev biträdande professor på Kyushus universitet 2005.
Han forskade vidare om luktreceptorer hos C. elegans och maskens möjlighet att luktmässigt känna skillnaden mellan mänskliga cancerceller och friska celler i urin. Han publicerade i mars 2015 resultat som visade på att maskarna ringlade mot friska celler och från infekterade celler.
I september 2016 grundade han Hirotsu Bio Science Inc. i Tokyo i Japan, för vilket han blev verkställande direktör. Företaget utvecklar det biologiska cancertestet "N-Nose", baserat på C. elegans.